# Павутинні бородавки

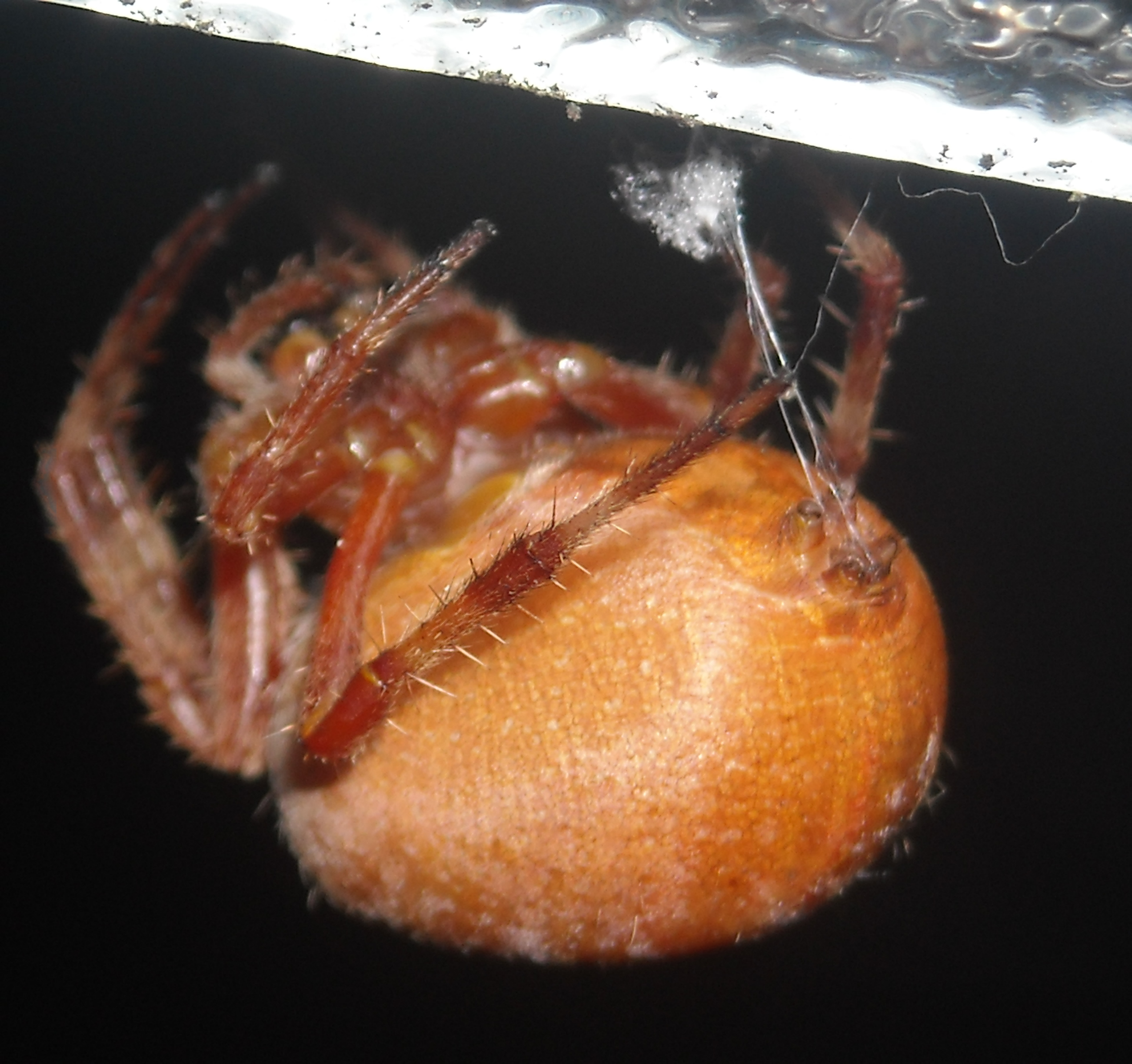
Аранеоморфний павук, виділяє павутину. Павутинні бородавки зміщені до заднього кінця тіла.

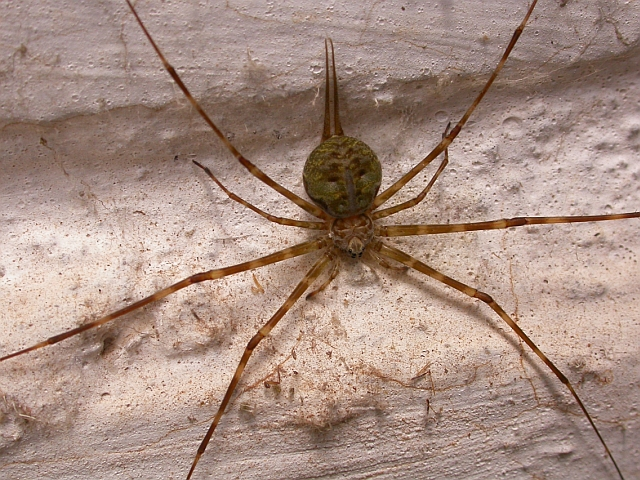
Подовжені павутинні бородавки Hersiliidae є органами дотику.

Павутинні бородавки — органи павуків, розташовані на черевці (опістосомі). Являють собою рухливі парні вирости (від однієї до чотирьох пар), часто мають членисту будову. Основна функція павутинних бородавок — формування павутинного волокна: як правило, на їхніх верхівках відкриваються протоки павутинних залоз. Однак нерідко частина бородавок редукується і не бере участі у виробництві павутини. У павуків з родини Hersiliidae дуже довгі задні бородавки служать у тому числі органами дотику.

## Походження
Традиційно павутинні бородавки розглядають як гомологи кінцівок X і XI сегментів тіла (відповідно, IV і V сегментів опістосоми). Початково на обох сегментах розташовано по дві пари бородавок (зовнішня і внутрішня). Існує два погляди на їх відповідність початковій кінцівці. Згідно з першим, зовнішні і внутрішні бородавки — гомологи гілок спочатку двогілкової кінцівки, згідно з другим, вони є результатом її вторинного поділу. Прихильники другої точки зору, на основі ембріологічних даних, вважають гомологами кінцівок лише зовнішні пари павутинних бородавок, внутрішні вважаючи новоутвореннями. Останній погляд підтверджується також і тим, що члениста будова характерна лише зовнішнім парам.

## Членисточеревні павуки
В підряді членисточеревних павуків зберігається найпримітивніша будова прядильного апарату: чотири пари бородавок, дуже винесені вперед. При цьому всі чотири діють лише в молодих особин, у дорослих же обидві внутрішні пари частково або повністю втрачають здатність виробляти павутину. В невеликого числа представників задня внутрішня пара зливається в єдине утворення.

## Мігаломорфні і аранеоморфні павуки
Павутинні бородавки представників цих підрядів в ході ембріонального розвитку переміщуються на задній кінець тіла і в більшості випадків розташовуються відразу перед анальним горбком. Переважна більшість їх втрачає передню внутрішню пару. На її місці в аранеоморфних павуків зазвичай розташовується невелика пластинка — колулюс (лат. colulus). Мігаломорфні павуки, як правило, втрачають обидві передні пари. Як серед аранеоморфних, так і серед мігаломорфних павуків відомі представники з однією парою павутинних бородавок.
Передня внутрішня пара бородавок зберігається і діє протягом всього життя лише в крібеллятних аранеоморфних павуків, у яких внаслідок злиття утворюється крібеллярна пластинка або крібеллюм (лат. cribellum).